# Carbasea curva
Carbasea curva är en mossdjursart som först beskrevs av Arnold Girard Kluge 1914.  Carbasea curva ingår i släktet Carbasea och familjen Flustridae. Inga underarter finns listade i Catalogue of Life.